# Arteria carotide interna
L'arteria carotide interna è un grosso vaso che porta i suoi rami all'encefalo anteriore, alle leptomeningi, al globo oculare, alle strutture accessorie dell'occhio, oltre a portare branche arteriose al naso e alla fronte. La sua capienza è proporzionale allo sviluppo del cervello: ne segue che tra gli animali la carotide interna dell'uomo è la più voluminosa tra tutte.

## Decorso generale
L'arteria carotide interna origina dall'arteria carotide comune subito sopra il margine superiore della cartilagine tiroidea della laringe, quando la carotide comune si divide a fionda nella carotide esterna e nella carotide interna. Alla sua origine possiede un diametro di 8 mm, diametro maggiore di quello della carotide esterna. In genere la carotide interna di sinistra è più grande di quella di destra. La sua porzione cervicale è in rapporto con la giugulare interna, e il nervo vago, che l'accompagnano, e con i muscoli stiloioideo, stilofaringeo e digastrico (ventre posteriore), che la incrociano lateralmente. Anche il nervo glossofaringeo la incrocia esternamente.
Risale verso l'alto costeggiando la parete laterale della faringe e quindi penetra nel canale carotideo, scavato nella rocca petrosa dell'osso temporale. Percorso tutto il canale carotideo (tratto intrapetroso) si viene a trovare all'interno della cavità cranica dove piega in avanti e penetra nel seno cavernoso (tratto intracavernoso). All'interno di questo caratteristico seno venoso essa non è bagnata direttamente dal sangue ivi contenuto ma è ricoperta esternamente dell'endotelio del seno stesso. All'interno del seno cavernoso forma una curva diretta all'indietro e verso l'alto (sifone carotideo); in questo tratto essa è accompagnata da varie strutture nervose che sono:
- nervo oculomotore (III).
- nervo trocleare (IV).
- branca oftalmica del nervo trigemino (V).
- nervo abducente (VI).

Nella regione del collo dall'arteria non si stacca nessun ramo laterale; nel canale carotideo, dà origine ad un piccolo rametto arterioso, il ramo carotico-timpanico, che irrora la mucosa della cassa del timpano, e all'arteria pterigoidea. Nel tratto intracavernoso, stacca rami per il seno cavernoso, rami per il ganglio semilunare di Gasser, rami ipofisari (per l'ipofisi e la parte ventrale dell'ipotalamo) e rami meningei (per la dura madre della fossa cranica anteriore). Appena fuoriuscita dal seno cavernoso (tratto intracranico), stacca il suo secondo ramo laterale che è rappresentato dall'arteria oftalmica destinata al globo oculare che tra i suoi collaterali presenta l'arteria centrale della retina che penetra nel nervo ottico e poi si apre a livello della papilla ottica. Infine, la carotide interna piega medialmente al davanti dei processi clinoidei e si divide nei suoi quattro rami terminali, che sono:
- arteria cerebrale anteriore.
- arteria cerebrale media.
- arteria corioidea anteriore.
- arteria comunicante posteriore.

## Classificazione dei segmenti
Nel 1998 la Terminologia Anatomica suddivise l'arteria in quattro segmenti: "cervicale", "petroso", "cavernoso", e "cerebrale". Tuttavia, in ambito clinico, il sistema di classificazione dell'arteria carotide comune segue le linee guida del 1996 di Bouthillier, che descrive ben sette segmenti anatomici, ognuno identificato con un codice alfanumerico.
La nomenclatura di Bouthillier rimane usata da neurochirurghi, neuroradiologi e neurologi. I segmenti sono così suddivisi per mezzo di punti di repere anatomici e microchirurgici. Un sistema di classificazione alternativo, basato su criteri embriologici, venne proposto da Pierre Lasjaunias e colleghi, ma diventa obsoleto quando lo si deve applicare alla variabilità inter-individuale delle carotidi interne dell'uomo.
La classificazione di Bouthillier è la seguente:
- Segmento cervicale, o C1, identico alla porzione cervicale della Terminologia Anatomica;
- Segmento petroso, o C2;
- Segmento lacero, o C3;
  - C2 e C3 comprendono la porzione petrosa della Terminologia Anatomica;
- Segmento cavernoso, o C4, quasi identico alla porzione cavernosa della Terminologia Anatomica;
- Segmento clinoideo, o C5. Questo segmento non venne individuato nelle precedenti classificazioni;
- Oftalmico (o sopraclinoideo) o C6;
- Comunicante (o segmento terminale) o C7;
  - C6 e C7 costituiscono insieme la porzione cerebrale della Terminologia Anatomica.

## Porzione cervicale - C1

Triangolo carotideo, individuato dai muscoli sternocleidomastoideo, omoioideo, digastrico.

L'origine dell'arteria carotide interna si pone lateralmente rispetto alla carotide esterna. In ambo i metameri il diametro delle carotidi interne è all'incirca eguale, in media di 0,62 cm. Nel collo, questa arteria origina dalla carotide comune secondo un piano orizzontale che passa di 1 cm circa al di sopra del margine superiore della cartilagine tiroide e che incrocia posteriormente la quarta vertebra cervicale (C4)
L'arteria si mantiene laterale per circa 1-1,2 cm e in questo tratto è posta abbastanza superficialmente, all'interno del triangolo carotideo, così delimitato:
- posteriormente, dal margine anteriore del muscolo sternocleidomastoideo;
- inferiormente, dal ventre anteriore del muscolo omoioideo;
- superiormente, dal muscolo stiloioideo e dal ventre posteriore del muscolo digastrico.

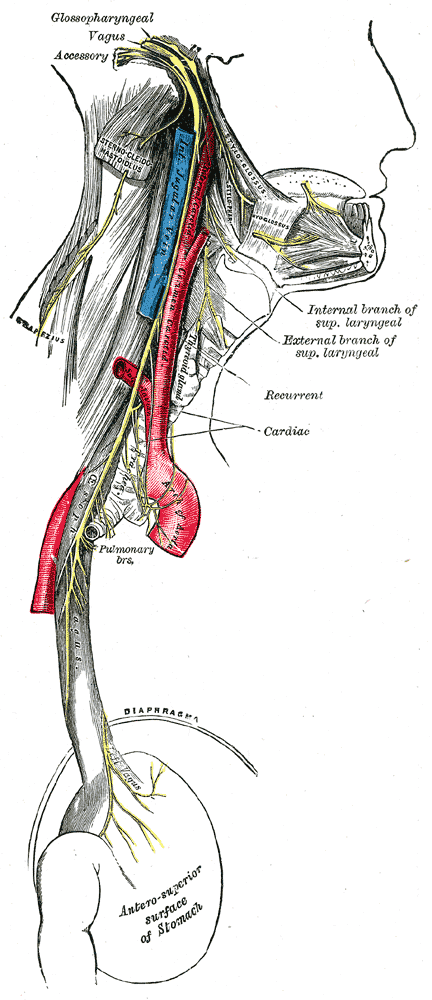
Fascio vascolonervoso del collo. Da notare i rapporti mutevoli del nervo vago nei confronti dell'arteria carotide interna e vena giugulare interna.

Successivamente incrocia l'arteria carotide esterna, ad anglo acuto, e diventa progressivamente più profonda, incrociando il ventre posteriore del muscolo digastrico e del muscolo stiloioideo. A questo punto l'arteria decorre in un robusto fascio connettivale insieme al nervo vago e la vena giugulare interna, costituendo così un fascio vascolonervoso, delimitato:
- posteriormente, dalla fascia cervicale profonda e dunque (indirettamente) dai muscoli prevertebrali;
- medialmente, dalla parete laterale della faringe;
- lateralmente è incrociata dai muscoli stiloglosso e stilofaringeo;
- anteriormente, dal prolungamento della ghiandola parotide.

In questo fascio connettivale, in alto la vena giugulare interna si pone posteriormente rispetto alla carotide interna; in basso (in prossimità del muscolo omoioideo, la vena giugulare interna diventa più laterale. In questo piccolo spazio sarà accolto il nervo vago.
In alto, sempre nel distretto cervicale, questo fascio è incrociato da altri nervi cranici:
- il IX nervo cranico, che dopo la sua emergenza dal forame giugulare si trova immediatamente posteriore al fascio vascolonervoso, per poi incrociarlo e diventare laterale;
- il XII nervo cranico, che dopo la sua emergenza dal forame dell'ipoglosso si trova immediatamente postero-medialmente al fascio vascolonervoso per poi incrociarlo e diventare laterale e superficiale.

Per mezzo di questi nervi cranici (IX, X e XII) hanno rapporti con il fascio vascolonervoso anche altre strutture nervose, come il XI nervo cranico e il ganglio cervicale superiore. Sovente si riscontrano anche linfonodi del collo, posti in stretta vicinanza dell'arteria carotide interna.

### Regione carotidea superiore
Sovente gli autori parlano di porzione "sopraioidea" dell'arteria carotide, che forma un asse virtuale di una regione topografica, la "regione carotidea superiore", delimitata dalle strutture precedentemente citate:
|                          | Natura                   | Piani implicati                                                                 | Fonti |
| ------------------------ | ------------------------ | ------------------------------------------------------------------------------- | ----- |
| Pavimento                | Connettivale             | Piano prevertebrale Piano trasversario Piano scalenico                          | [ 5 ] |
| Limiti laterali          | Connettivale e muscolare | Fascia cervicale superficiale Muscolo sternocleidomastoideo (margine anteriore) | [ 5 ] |
| Chiusura antero-laterale | Connettivale e muscolare | Faringe                                                                         | [ 5 ] |

È in questa regione che si trova il fascio vascolonervoso, ove:
- la vena giugulare interna interna si pone postero-lateralmente nel fascio;
- la catena del simpatico è separata postero-lateralmente dalla carotide interna per mezzo della vena giugulare interna;
- il tronco venoso tireo-linguo-faciale incrocia l'arteria poco dopo la sua origine dalla carotide comune;

A cavallo tra la regione carotidea superiore e la regione retrostiliena, l'arteria carotide interna è incrociata dal nervo ipoglosso, posto tra la vena giugulare interna e la carotide interna. Qui emette un collaterale, che passa lateralmente all'arteria e anteriormente alla vena giugulare interna (branca discendente), che in seguito incrocerà anche il tronco venoso tireo-linguo-faciale e diventerà superficiale.

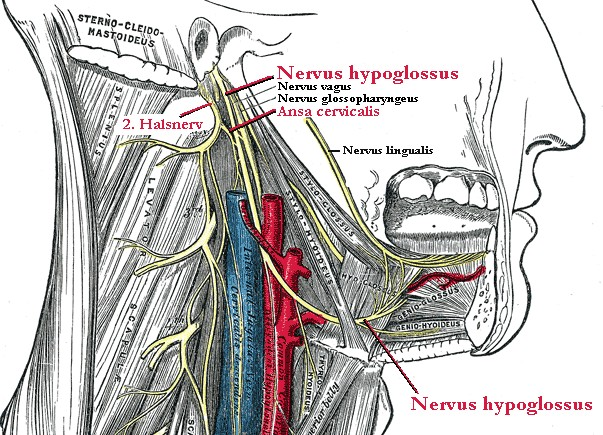
Limiti superiori e mediali del triangolo di Farabeuf.

Queste strutture formano un triangolo, denominato triangolo di Farabeuf, utile in chirurgia quando si vuole identificare l'origine delle due carotidi per legarle poco più a valle della loro origine. Il triangolo di Farabeuf è così delimitato:
- superiormente, dalla branca discendente del nervo ipoglosso;
- medialmente, dalla vena giugulare interna;
- lateralmente, dal tronco venoso tireo-linguo-faciale.

Poco prima di andare nella regione topografica retrostiliena, l'arteria carotide interna è incrociata dall'arteria occipitale, ramo della carotide esterna.
Posteriormente, dunque sul piano prevertebrale, si riscontrano due nervi:
- Nervo vago, che decorre nella doccia formata tra arteria carotide interna e vena giugulare interna;
- Nervo ipoglosso, che lo circonda in senso postero-laterale;
- tronco simpatico, che decorre tra guaina del fascio vascolonervoso e fascia prevertebrale.

Medialmente, l'arteria contrae rapporti:
- in alto: con l'arteria faringea ascendente (dipendenza dell'arteria carotide esterna);
- in basso: con il nervo laringeo superiore (dipendenza del nervo vago) e dunque indirettamente con il margine superiore del muscolo costrittore inferiore della faringe;
- anteriormente e in basso (poco più a valle della biforcazione carotidea) con l'arteria carotide esterna (trovasi nello stesso piano sagittale) e con il glomo carotideo;
- anteriormente e in alto (nel triangolo di Farabeuf) la carotide interna decorre posteriormente ai muscoli stilieni, tra la faringe e i primi, per poi farsi più profonda e penetrare nello spazio retrostilieno.

### Regione retrostiliena

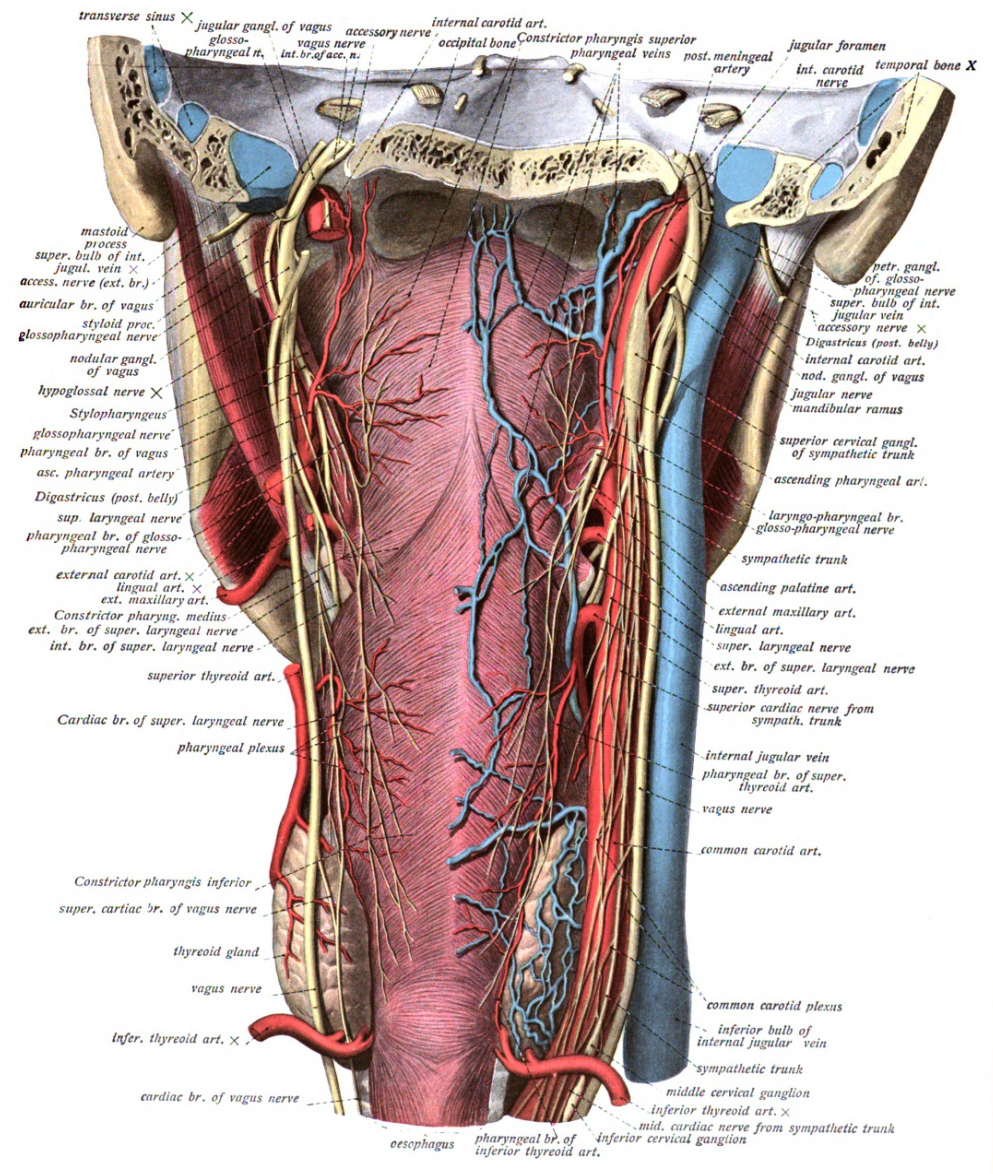
Porzione retrostiliena dell'arteria carotide interna.

Superato il muscolo digastrico, incrociandolo obliquamente e medialmente, l'arteria carotide interna si fa più profonda e giunge nello spazio retrostilieno, ovvero quello spazio connettivale compreso tra la faringe e i muscoli stilieni (che sono raggruppati nel fascio di Riolano). Nella regione retrostiliena la carotide interna passa posteriormente al fascio di Riolano.
In sezione orizzontale, la regione retrostiliena è a forma di rettangolo ed è così delimitata:
- posteriormente, dal piano prevertebrale
- medialmente dalla faringe; più anteriormente, dalle "ali della faringe" e dal setto retrostilieno (un setto che parte dall'angolo della laringe, inguaina i muscoli del fascio di Riolano, circonda il muscolo digastrico e infine si inserisce nella fascia cervicale superficiale, in prossimità dello sternocleidomastoideo)
- lateralmente, dal muscolo sternocleidomastoideo

In questo decorso il fascio vascolonervoso esiste ancora e intimi sono i rapporti con la vena giugulare interna e il nervo vago. In prossimità della base del cranio i due grandi vasi divergono e formano un triangolo, denominato caroticogiugulare.
Il triangolo è tagliato in due parti dal nervo vago, che qui origina il nervo laringeo superiore (che decorrerà medialmente rispetto alla carotide interna), e più a valle convergerà con la vena giugulare per entrare nel foro giugulare.
Soltanto in questa porzione il tronco simpatico entra a far parte del fascio vascolonervoso del collo; inferiormente, infatti, se ne distacca, pur mantenendo rapporti intermediati da tessuto connettivale. Per tutta l'estensione del tratto, il simpatico si trova sotto forma di ganglio cervicale superficiale, e si adagia estesamente lungo tutta la carotide retrostiliena.
Oltre a diversi linfonodi scaglionati nella regione retrostiliena, l'arteria contrae rapporti con altri due nervi cranici, siti esternamente al fascio vascolonervoso del collo:
- il IX nervo cranico, inizialmente postero-mediale rispetto al fascio e successivamente posteriore al contenuto della loggia retrostiliena (vago e tronco simpatico inclusi). Inferiormente (dunque al di sotto del muscolo digastrico), penetra nel fascio fascolonervoso del collo (tra vago e giugulare interna) e andrà a costituire uno dei margini del triangolo di Farabeuf;
- il XII nervo cranico, che dalla porzione anteriore del forame giugulare si interpone tra arteria e vena, contattando la faccia laterale della prima. A metà strada tra l'emergenza del nervo e il muscolo digastrico, curva in avanti e perfora il setto stilieno e penetra tra i muscoli stiloglosso e stilofaringeo, per seguire la faccia mediale del primo e arrivare alla lingua.
- il XI nervo cranico, che con il suo ramo laterale si dirige verso lo sternocleidomastoideo passando o posteriormente o anteriormente alla vena giugulare interna. L'incrocio avviene nei pressi del margine laterale del triangolo caroticogiugulare.

## Porzione petrosa - C2 e C3

### C2: Segmento petroso

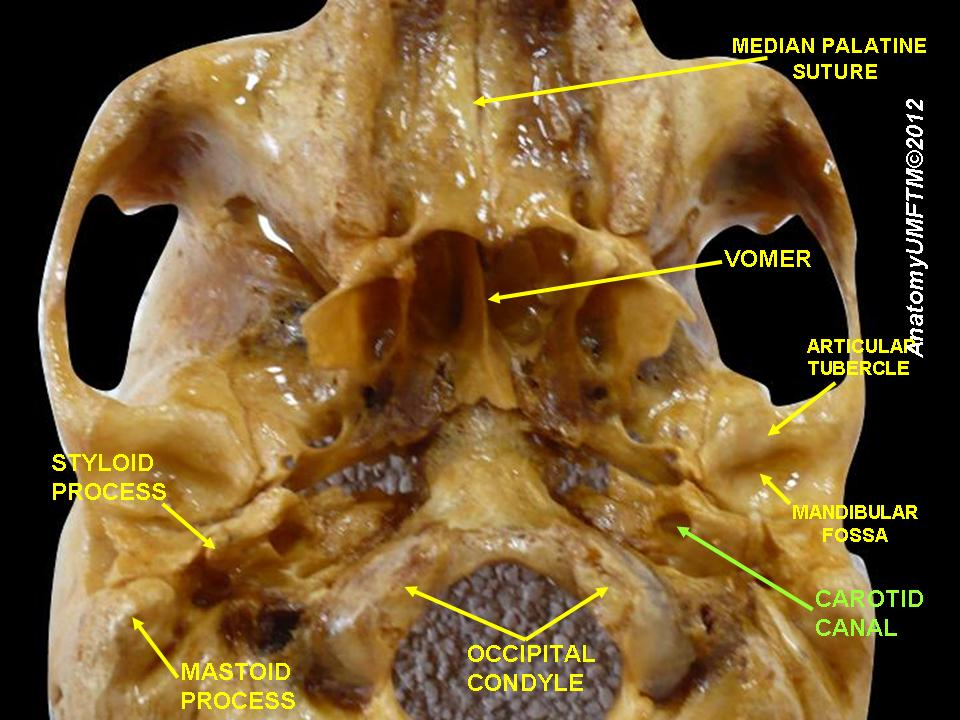
Vista inferiore dello splacnocranio. Il foro per il canale carotideo è evidenziato in verde.

Il segmento petroso o C2 della carotide interna giace nella rocca petrosa dell'osso temporale, così denominata per la sua consistente durezza. Questo segmento si estende fino al forame lacero. La porzione petrosa possiede un tratto ascendente (o verticale), un ginocchio e un tratto orizzontale.
Il foro carotideo è localizzato infero-medialmente nella rocca petrosa, ha forma ellissoidale ed è più inclinato sul lato mediale. Ivi l'arteria è posizionata:
- anteriormente al processo stiloideo;
- anteriormente e medialmente alla fossa giugulare e petrosa;
- immediatamente posteriore alla tuba di eustachio.

Quando l'arteria carotide interna entra nel canale carotideo dell'osso temporale ascende inizialmente per un breve tratto e successivamente curva anteriormente e medialmente.

#### Tratto verticale
Il tratto verticale penetra nella rocca petrosa per 7-10 millimetri. In questo tratto l'arteria ha rapporti, indirettamente:
- tramite la sua faccia anteriore, con la parete posteriore dei semicanali, della tromba di eustachio, del muscolo tensore del martello;
- tramite la sua faccia posteriore, al canale timpanico di Jacobson
- tramite la sua faccia superiore, con la chiocciola;
- tramite la sua faccia laterale, alla faccia anteriore della cassa del timpano
- tramite la sua faccia mediale, è chiusa da tessuto osseo compatto cribiforme nei giovani e solitamente obliterata in età avanzata.

Nel tratto verticale il canale carotideo ospita lo sbocco del canale caroticotimpanico, attraverso il quale emerge il nervo timpanico di Jacobson.

#### Curva
Costituisce un segmento molto breve del canale carotideo ed ha rapporti con in alto e posteriormente con la chiocciola.

#### Tratto orizzontale
Segue l'asse della rocca petrosa fino all'ostio endocranico del canale carotideo. La parete superiore è chiusa da un esile tratto di tessuto compatto, contiguo con la porzione fibrocartilaginea che oblitera il foro lacero, antistante all'ostio endocranico del canale carotideo.
La parete superiore si porta nelle vicinanze del ganglio del Gasser per mezzo di una sottile lamina ossea, che forma il pavimento della fossa del ganglio del trigemino e la volta della porzione orizzontale del canale. Frequentemente questa lamina ossea può essere incompleta, e pertanto il ganglio è separato dall'arteria per mezzo di una membrana fibrosa. Le lamine ossee possono provenire dall'osso sfenoide, formando così la lingula.
- Postero-medialmente, la rocca petrosa del temporale separa il canale carotideo dal seno petroso inferiore.
- Antero-lateralmente, la rocca petrosa separa il canale dalla porzione cartilaginea della tuba di eustachio, dal m. tensore del martello e dalla corda del timpano.

#### Ostio carotideo endocranico
È anch'esso ellissoidale e volge supero-medialmente. È delimitato:
- superiormente, tramite la lingula dello sfenoide, il seno cavernoso e il ganglio di Gasser, che forma il suo margine anteriore;
- posteriormente, tramite la rocca petrosa del temporale, che lo separa dal seno petroso inferiore e che delimita il suo margine inferiore
- inferiormente, tramite la rocca petrosa del temporale, che lo separa dal foro lacero
- anteriormente, tramite l'incisura petrosfenoidale che lo separa dalle grandi ali dello sfenoide ai forami spinoso e ovale
- Collaterali

L'arteria è separata dal contatto diretto della parete ossea del canale carotideo per mezzo della dura madre, ed è circondata da un numero di piccole vene e filamenti nervosi del plesso carotideo, derivati dalla branca ascendente del ganglio cervicale superiore del tronco simpatico. Qui l'arteria origina i suoi primi collaterali, che sono:
- l'arteria vidiana o arteria del canale pterigoideo;
- l'arteria caroticotimpanica.

### C3 - Segmento lacero
Il segmento lacero, o C3, è un breve segmento che inizia al di sopra del forame lacero e termina a livello del ligamento petrolinguale, una riflessione di periostio tra la lingula e l'apice della rocca petrosa (o processo petroso) dell'osso sfenoide. La porzione lacera è considerata "extra-durale", poiché è circondata da periostio e fibrocartilagine lungo il suo decorso. L'arteria vidiana origina dal segmento lacero, sebbene sia troppo piccola per essere angiograficamente visibile. Si afferma erroneamente che l'arteria caroide interna passi attraverso il forame lacero. Questo è solo parzialmente vero, poiché passa attraverso la parte superiore del forame, soltanto perché è diretta verso il seno cavernoso. Ciò comunque non implica che passi attraverso il forame. La porzione inferiore del forame è riempita con fibrocartilagine ed è pertanto errato affermare che l'arteria passi "attraverso" il forame lacero.

## C4 - Segmento cavernoso
Il segmento cavernoso, o C4 dell'arteria carotide interna inizia a livello del ligamento petrolinguale e si estende all'anello durale prossimale, formato dal periostio mediale e inferiore del processo clinoideo anteriore. Il segmento cavernoso è circondato dal seno cavernoso.
In questa porzione del suo decorso, l'arteria è sita tra lo sdoppiamento della dura madre che forma il seno cavernoso, ma è coperta dalla membrana di rivestimento del seno. Inizialmente ascende verso il processo clinoideo posteriore, successivamente passa oltre il corpo dello sfenoide e curva nuovamente in alto, sul lato mediale del processo clinoideo anteriore, perforando così la dura madre della volta del seno. La curva nel segmento cavernoso è denominata "sifone carotideo". Questa porzione dell'arteria è circondata da filamenti del tronco simpatico e lateralmente ad essa decorre il VI nervo cranico.
I collaterali nel segmento cavernoso sono:
- l'arteria meningoipofisaria;
- tronco inferolaterale

Questo segmento, in aggiunta, origina dei collaterali che irrorano la parete del seno cavernoso.

## C5: Segmento clinoideo
Il segmento clinoideo, o C5, comprende un piccolo segmento della carotide interna che inizia in seguito all'uscita del vaso dal seno cavernoso nell'anello durale prossimale, e si estende distalmente verso l'anello durale distale, oltre il quale l'arteria carotidea è considerata "intra-durale" ed è pertanto penetrata nello spazio subaracnoideo.
Il segmento clinoideo non ha collaterali rinominali, tuttavia ci sono casi in cui l'arteria oftalmica origina direttamente dal segmento clinoideo.

## C6-C7: Segmento cerebrale

### C6: Segmento oftalmico
Il segmento oftalmico, o C6, si estende dall'anello durale distale, che è continuo con la falce cerebrale, fino all'origine dell'arteria comunicante posteriore. Il segmento oftalmico decorre quasi orizzontalmente, parallelamente al nervo ottico, che decorre superomedialmente alla carotide. I collaterali di questo segmento sono:
- l'arteria oftalmica;
- l'arteria ipofisaria superiore.

### C7: Segmento comunicante
Il segmento comunicante o segmento terminale, o C7 dell'arteria carotide interna decorre tra i nervi cranici II e III verso la sostanza perforata anteriore all'estremità mediale della fessura cerebrale superiore. Angiograficamente, questo segmento si estende dall'origine dell'arteria comunicante posteriore verso la biforcazione dell'arteria carotide interna. I rami collaterali del segmento comunicante sono:
- l'arteria comunicante posteriore;
- l'arteria coroidea anteriore.

La carotide interna infine si divide per formare l'arteria cerebrale anteriore e l'arteria cerebrale media. L'arteria carotide interna può ricevere sangue per mezzo di vasi collaterali che irrorano il cervello (il cosiddetto circolo cerebrale arterioso, meglio conosciuto tramite l'eponimo di circolo di Willis).